# Федерико Пизани
Федерико Пизани (на италиански: Federico Pisani) е италиански футболист, нападател.

## Кариера
Писани започва да тренира футбол в академията на Аталанта. Дебютира в Серия А едва на 17 години. През пролетта негов треньор е Чезаре Прандели, който често го използва като резерва.:с. 362
Пизани загива при автомобилна катастрофа със своя BMW 320 заедно с приятелката си Алесандра Мидали на 12 февруари 1997 г., докато останалите двама пътници получават травми.
След смъртта му, Аталанта решава да оттегли от употреба номер 14. В своята кратка кариера в Серия А, Федерико Пизани има 44 мача и вкарва 5 гола.